# Andrew Birkett
Andrew Birkett (9 de octubre de 1990) es un deportista sudafricano que compite en piragüismo en la modalidad de maratón.
Ganó ocho medallas en el Campeonato Mundial de Piragüismo en Maratón entre los años 2016 y 2023. Además, consiguió una medalla de oro en los 2022.

## Palmarés internacional
| \| Campeonato Mundial \| Campeonato Mundial \| Campeonato Mundial \| Campeonato Mundial \| \| Año \| Lugar \| Medalla \| Competición \| \| ------------------ \| ---------------------------- \| ------------------ \| ------------------ \| \| 2016 \| Brandeburgo (Alemania) \| Medalla de plata \| K1 \| \| 2016 \| Brandeburgo (Alemania) \| Medalla de bronce \| K2 \| \| 2017 \| Pietermaritzburg (Sudáfrica) \| Medalla de plata \| K1 \| \| 2017 \| Pietermaritzburg (Sudáfrica) \| Medalla de bronce \| K2 \| \| 2018 \| Vila Verde (Portugal) \| Medalla de oro \| K1 \| \| 2018 \| Vila Verde (Portugal) \| Medalla de oro \| K2 \| \| 2022 \| Ponte de Lima (Portugal) \| Medalla de oro \| K1 \| \| 2023 \| Vejen (Dinamarca) \| Medalla de plata \| K1 \| |                              |                   |             |
| Campeonato Mundial |                              |                   |             |
| Año | Lugar                        | Medalla           | Competición |
| 2016 | Brandeburgo (Alemania)       | Medalla de plata  | K1          |
| 2016 | Brandeburgo (Alemania)       | Medalla de bronce | K2          |
| 2017 | Pietermaritzburg (Sudáfrica) | Medalla de plata  | K1          |
| 2017 | Pietermaritzburg (Sudáfrica) | Medalla de bronce | K2          |
| 2018 | Vila Verde (Portugal)        | Medalla de oro    | K1          |
| 2018 | Vila Verde (Portugal)        | Medalla de oro    | K2          |
| 2022 | Ponte de Lima (Portugal)     | Medalla de oro    | K1          |
| 2023 | Vejen (Dinamarca)            | Medalla de plata  | K1          |